# 布拉西兰迪亚德米纳斯
布拉西兰迪亚德米纳斯是巴西米纳斯吉拉斯州的一个市镇。总面积2515.339平方公里，总人口12821人，人口密度5.1人/平方公里。